# Podium (film)
Podium is een Belgisch/Franse komische film uit 2004, onder regie van Yann Moix. De hoofdrol wordt vertolkt door Benoît Poelvoorde. In de bioscoop werd de film bezocht door 647.678 Belgen en 3.559.786 Fransen.

## Verhaal
De film draait om Bernard Frédéric, een bankmedewerker. Hij is getrouwd en heeft een zoon. Hij had ooit een ander beroep: de kost verdienen als Claude François-dubbelganger. Hij werd gezien als een van de beste van zijn generatie.
Wanneer er een imitatorwedstrijd aankomt, de 'La Cérémonie des Sosies', besluit hij nog eenmaal alles uit de kast te halen en mee te doen als imitator van Claude François. Dit samen met vier danseressen. Deze wedstrijd zal in primetime op televisie worden uitgezonden.
Bernard wordt echter tegengewerkt door zijn vrouw, die niets ziet in de wedstrijd en dan ook niet wil dat Bernard eraan meedoet. Dit maakt dat Bernard moet kiezen tussen zijn droom najagen of zijn vrouw.

## Hoofdrollen
| Acteur                 | Personage        |
| ---------------------- | ---------------- |
| Benoît Poelvoorde      | Bernard Frédéric |
| Jean-Paul Rouve        | Couscous         |
| Julie Depardieu        | Véro             |
| Marie Guillard         | Vanessa          |
| Anne Marivin           | Anne             |
| Odile Vuillemin        | Odile            |
| Nadège Beausson-Diagne | Nadège           |
| Nicolas Jouxtel        | Sébastien        |
| Olivier Mag            | Claude David     |

## Prijzen en nominaties
- In 2004 won hoofdrolspeler Benoît Poelvoorde voor zijn rol in “Podium” de Plateauprijs in de categorie “beste Belgische acteur”.
- Datzelfde jaar werd de film genomineerd voor vijf Césars:
  - Beste acteur (Benoît Poelvoorde )
  - Beste kostuumontwerp
  - Beste eerste werk
  - Beste mannelijke bijrol (Jean-Paul Rouve)
  - Beste vrouwelijke bijrol (Julie Depardieu)